# تالار آکادمی ملی اپرا و باله آلکساندر اسپنداریان
تالار ملی اپرای ارمنستان و باله آلکساندر اسپنداریان (ارمنی: Ալեքսանդր Սպենդիարյանի անվան օպերայի և բալետի ազգային ակադեմիական թատրոն) در شهر ایروان در جمهوری ارمنستان است که به صورت رسمی در ۲۰ ژانویه ۱۹۳۳ با اجرای اپرا توسط آلکساندر اسپندیریان افتتاح شد. این تالار از دو سالن کنسرت تشکیل شده است: تالار کنسرت آرام خاچاتوریان با ۱۴۰۰ صندلی و تئاتر ملی باله و اپرای آلکساندر اسپندیریان با ۱۲۰۰ صندلی. در تاریخ ۲۸ نوامبر ۱۹۳۰ در جریان جشن‌های ۱۰مین سالگرد ارمنستان شوروی ساخت این بنا شروع شد. این تالار که به نام آهنگساز برجسته ارمنی، آلکساندر اسپنداریان نامگذاری شده است، به عنوان قلب تپنده هنرهای نمایشی و موسیقی در ارمنستان شناخته می‌شود.
ساختمان این تالار باشکوه در سال ۱۹۳۰ آغاز شد و در سال ۱۹۳۳ با اجرای اپرایی توسط خود اسپنداریان رسماً افتتاح شد. معماری زیبای آن توسط آلکساندر تامانیان، یکی از مشهورترین معماران ارمنی طراحی شده است. این ساختمان با نمای سفید و مجسمه‌های زیبا، نمادی از هنر و فرهنگ ارمنی است.
تالار اپرای ارمنستان در تاریخ ۲۸ نوامبر ۱۹۳۰ به مناسبت دهمین سالگرد ارمنستان شوروی زمین‌گذاری شد. این ساختمان در ۲۰ ژانویه ۱۹۳۳ به‌طور رسمی افتتاح شد. اندکی پس از تأسیس تئاتر، یک گروه باله تشکیل شد. اولین اجرای باله در سال ۱۹۳۵، «دریاچه قو» اثر پیوتر ایلیچ چایکوفسکی بود. بر اساس طراحی تامانیان و تحت نظارت پسرش، سالن تئاتر در سال ۱۹۳۹ تکمیل شد و ساختمان اپرا به نام الکساندر اسپنداریان نامگذاری شد. کارهای ساختمانی بزرگ‌مقیاس تا سال ۱۹۵۳ که کل ساختمان نهایتاً تکمیل شد، ادامه یافت.
افتتاح تئاتر باعث ایجاد اپراها و باله‌های ملی جدید شد. اولین باله ارمنی «شادی» اثر آرام خاچاطوریان بود. بر اساس این باله، آهنگساز به زودی «گایانه» را خلق کرد که در سراسر جهان اجرا شده است. بسیاری از آهنگسازان ارمنی دیگر نیز اپرا و باله نوشته‌اند. طی سال‌ها، هنرمندان بسیاری در این تئاتر فعالیت کرده‌اند، از جمله خوانندگانی مانند گوهار گاسپاریان، تاتویک سازانداریان، پاول لیسیتسیان، هایکانوش دانیلیان، گغام گریگوریان، آناهیت مخیتاریان، کنستانتین سارادژف، وانوش خانامیریان، ویلن گالستیان، رودولف خاراتیان؛ و نقاشانی مانند ماردیروس ساریان، میناس آوتیسیان.
تالار آکادمی ملی اپرا و باله اسپنداریان دارای دو سالن مجزا است:
- تالار کنسرت آرام خاچاتوریان: این سالن با ظرفیت ۱۴۰۰ نفر، برای برگزاری کنسرت‌های موسیقی کلاسیک و سایر رویدادهای فرهنگی مورد استفاده قرار می‌گیرد.
- تئاتر ملی باله و اپرای آلکساندر اسپنداریان: این سالن با ظرفیت ۱۲۰۰ نفر، میزبان اجراهای اپرا و باله است.

## رهبران هنری
- رومانوس ملیکیان
- تیگران لوونیان
- اوهان دوریان
- گغام گریگوریان
- کارن دورگاریان
- کنستانتین اوربلیان (از ۲۰۱۶)

## نگارخانه

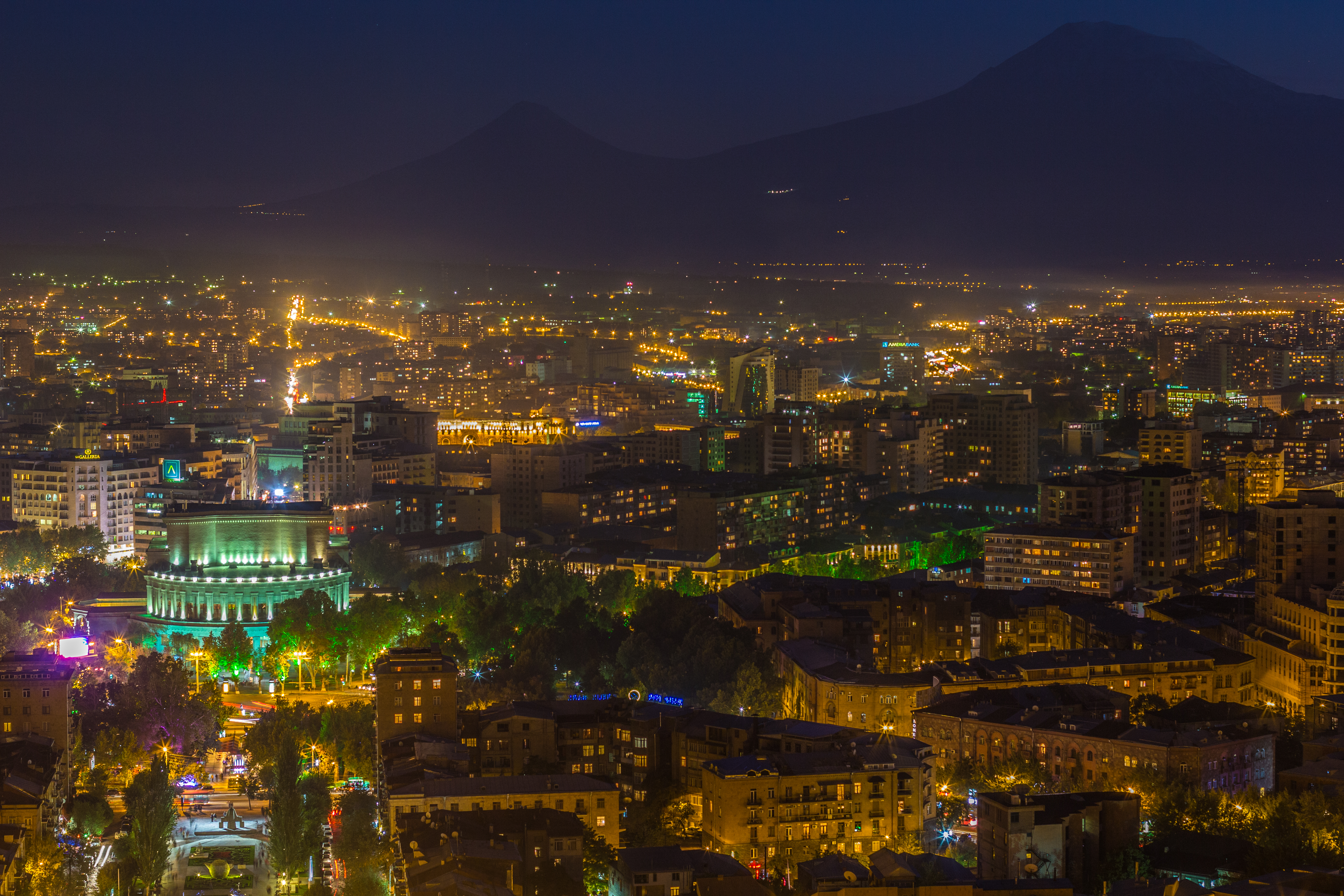
اپراهاوس (در پس‌زمینه،  چپ) همراه با نمای شهری ایروان
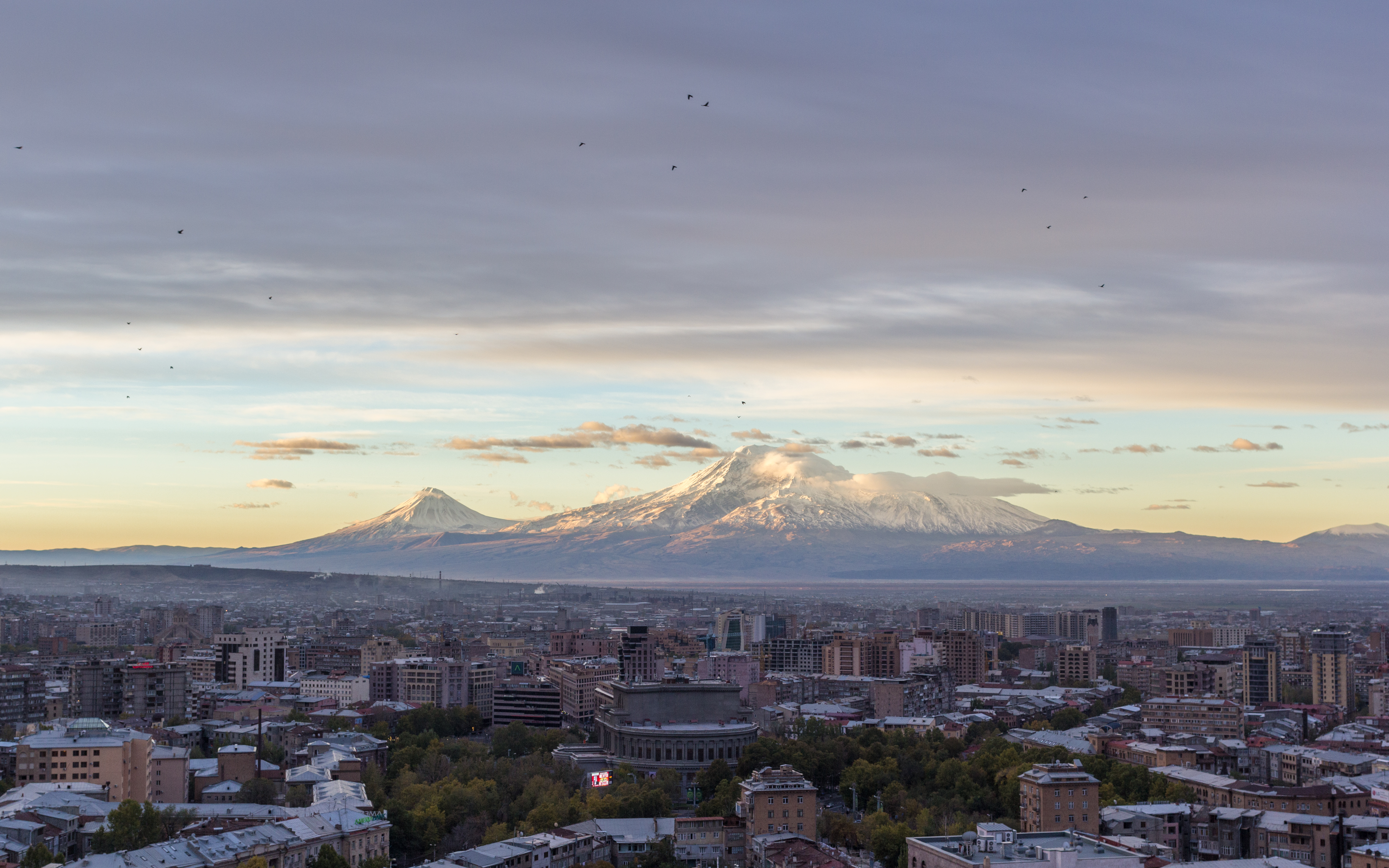
دورنمای شهری ایروان همراه با اپراهاوس در سپیده دم
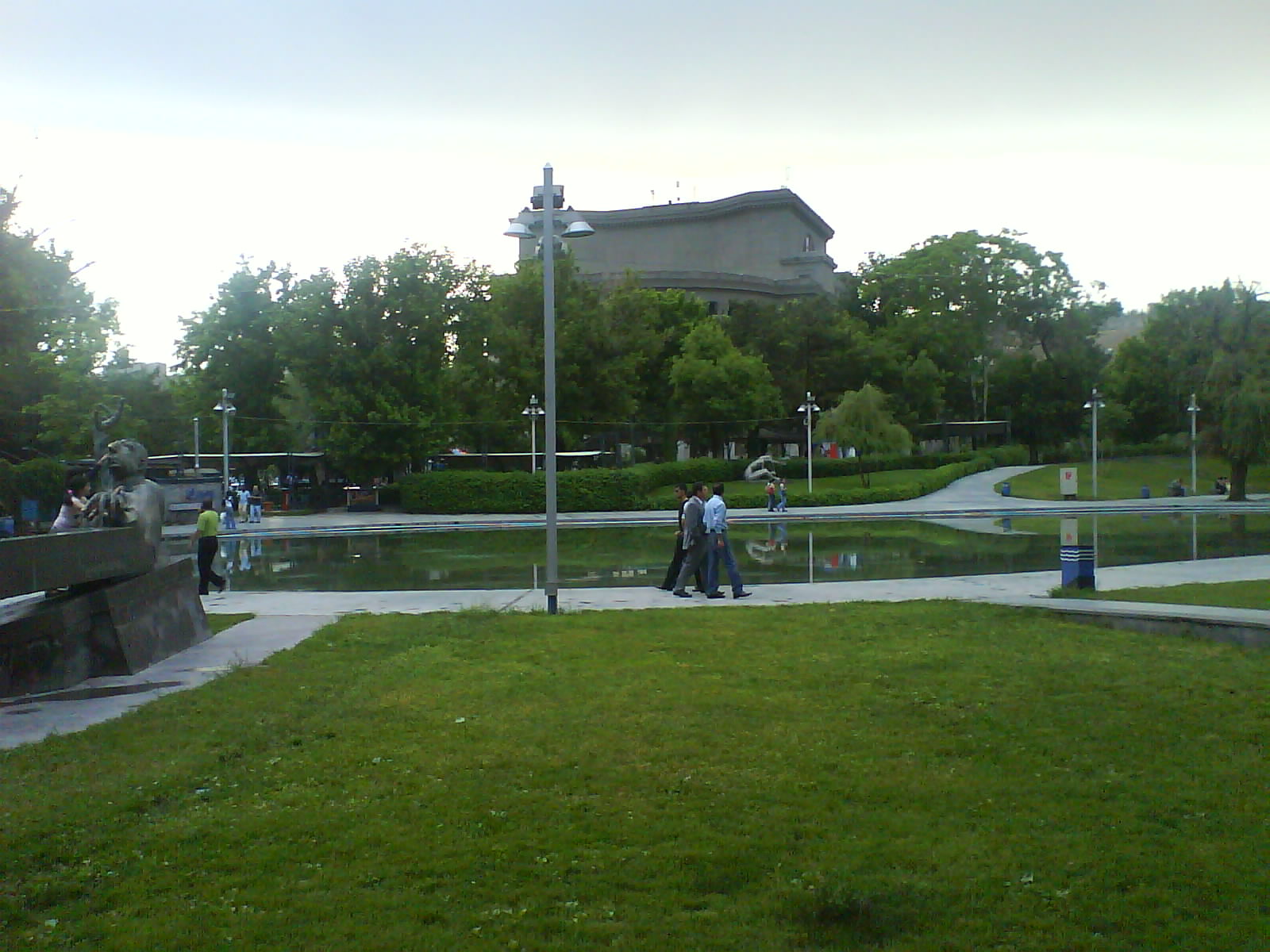
پارک اپرا
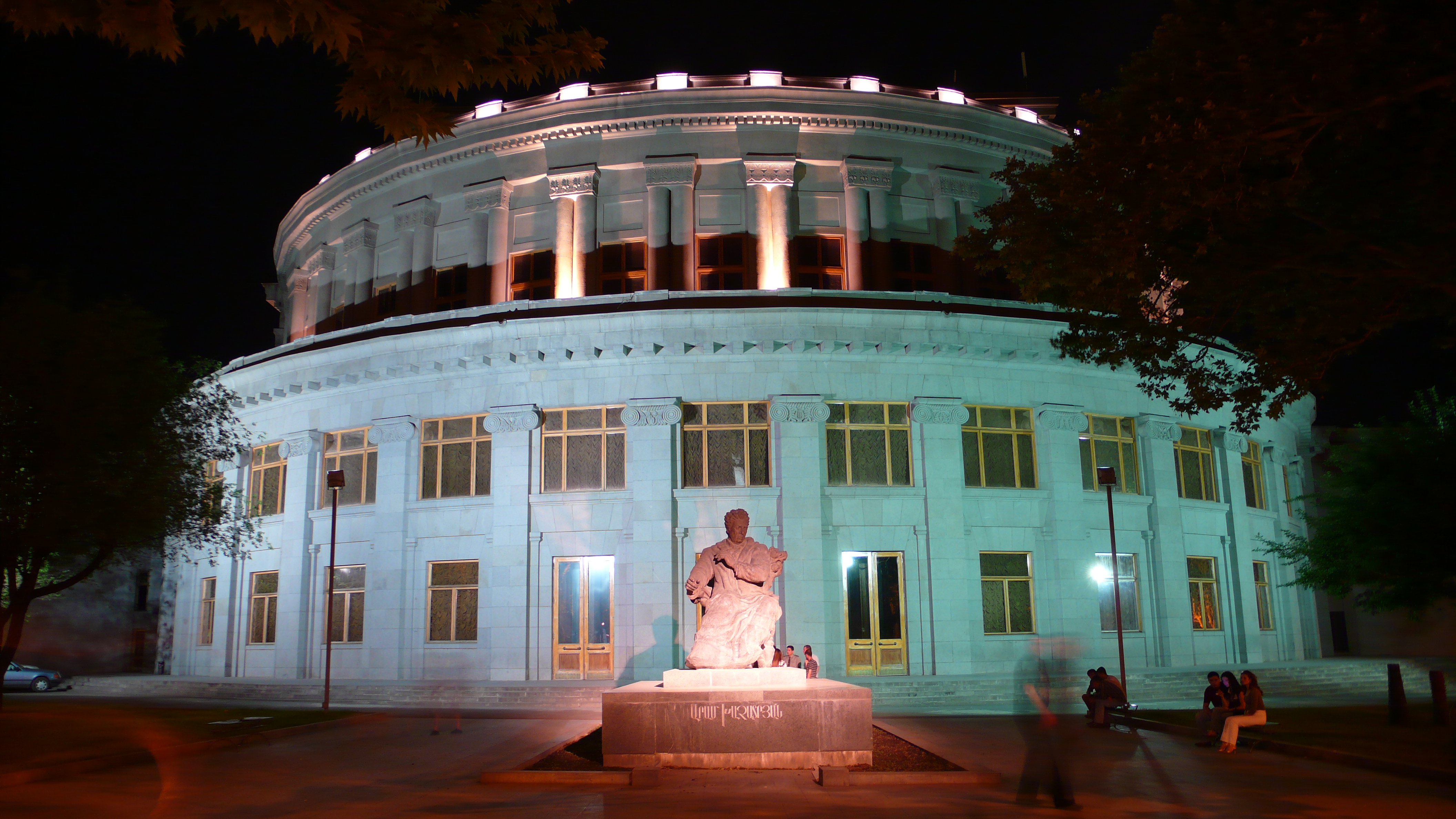
ساختمان اپرا در شب
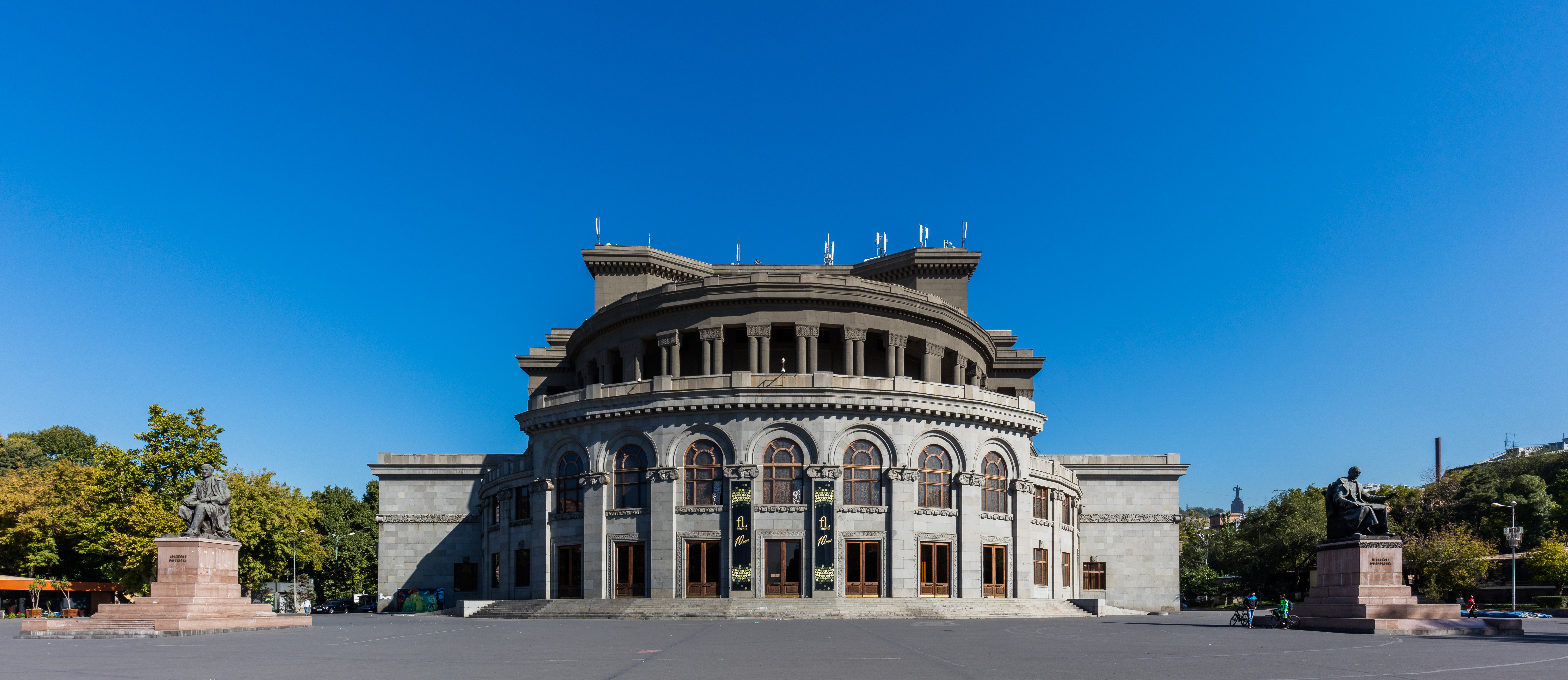
پانوراما
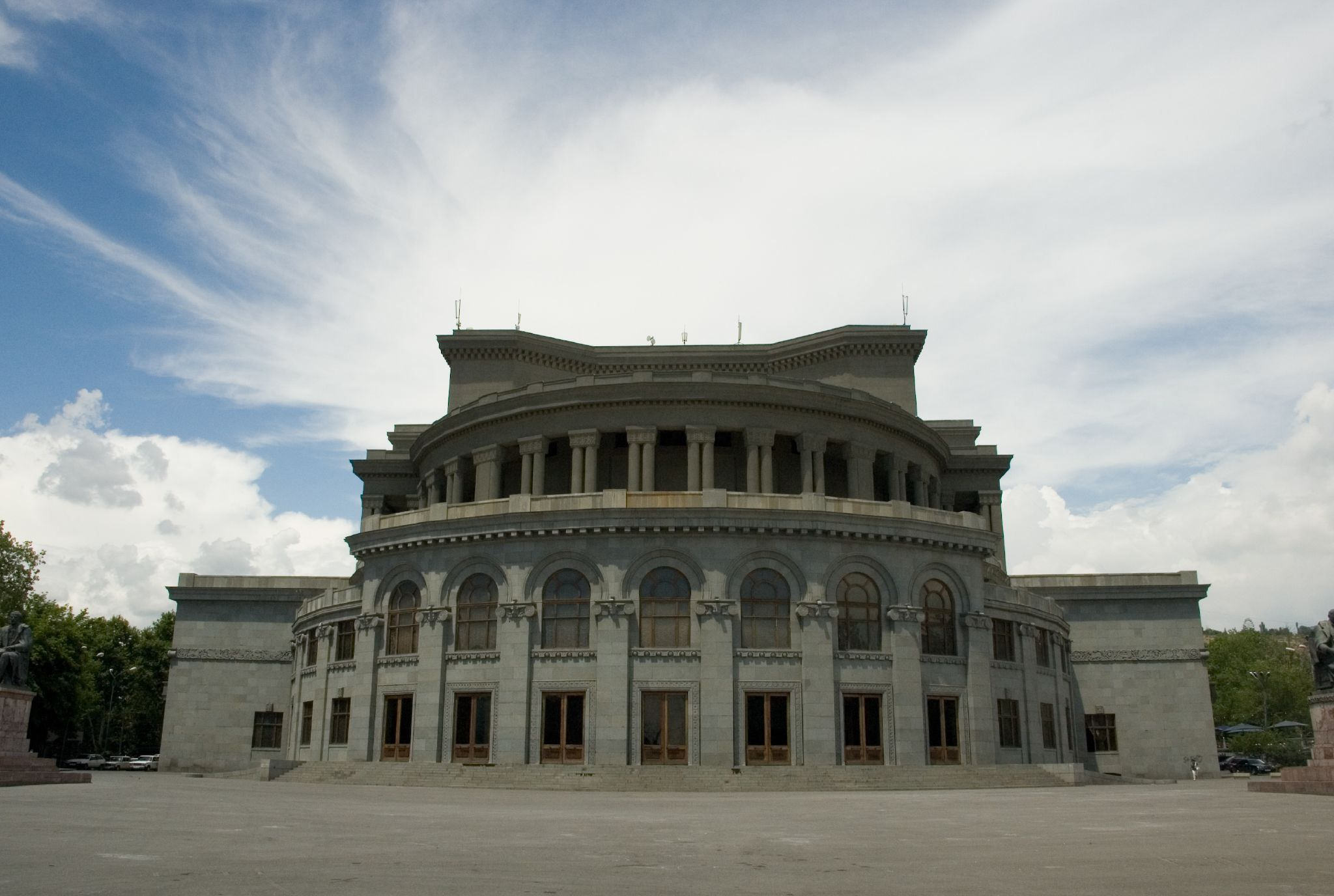
نمای کلی ساختمان اپرا